# Hadekampagne
En hadekampagne eller smædekampagne er en systematisk hetz, der tilsigter at skade én eller flere personers omdømme gennem hån, mobning, bagtalelse eller spredning af falske rygter. Hadekampagner er kendt fra de trykte og visuelle medier, men har efter internettets udbredelse især fundet udbredelse på de sociale medier. Red Barnet har i samarbejde med Facebook oprettet det danske center for forebyggelse af mobning på de sociale medier.
Ifølge dansk lovgivning kan initiativtagere til hadekampagner fx straffes for injurier eller for overtrædelse af straffelovens §264, der bl.a. omhandler "uberettiget videregivelse af billeder vedrørende en andens private forhold". Hvis der er tale om forfølgelse af personer på grund af disses race, religion eller seksuelle orientering, kan initiativtageren straffes efter bestemmelserne i Straffelovens § 266 b.[kilde mangler]

## Historie
Hadekampagner er kendt allerede i antikken. Det har således været gennem vedvarende kampagner, at romerne skabte had til indbyggerne i Kartago. Kristenforfølgelserne har ligeledes rødder i antikken, hvor fx kejser Nero forfulgte de kristne efter at have beskyldt dem for at stå bag Roms brand. I middelalderen var stigmatisering af religiøse mindretal almindeligt forekommende i hele Europa, og fx antisemitismen blev udbredt med smædeskrifter. Bogtrykkerkunsten muliggjorde en hurtig spredning af rygter, der beskyldte forskellige minoriteter for sociale afvigelser, og blandt andet distribueret gennem skillingsviser, der blev solgt på gaden. Et af midlerne har været Victim Blaming, dvs. at udstille ofre for overgreb som selvforskyldte.

## Fodnoter
1. ↑  Normalt kaldet racismeparagraffen eller diskriminationsparagraffen